# مورتن أسين
مورتن أسين (بالنرويجية البوكمول: Morten Aasen)‏ هو فارس ‏ نرويجي، ولد في 14 أكتوبر 1957 في أوسلو في النرويج.

## وصلات خارجية
- مورتن أسين على موقع أوليمبيديا (الإنجليزية)